# 기아 옵티마
기아 옵티마(Kia Optima)는 기아의 중형 세단이자 크레도스의 후속 모델이다. 차명인 옵티마는 Optimum의 복수형으로 '최상', '최적'이라는 뜻을 지녔다.

## 1세대(MS)

### 옵티마 / 뉴 옵티마(2000년7월~2005년11월)

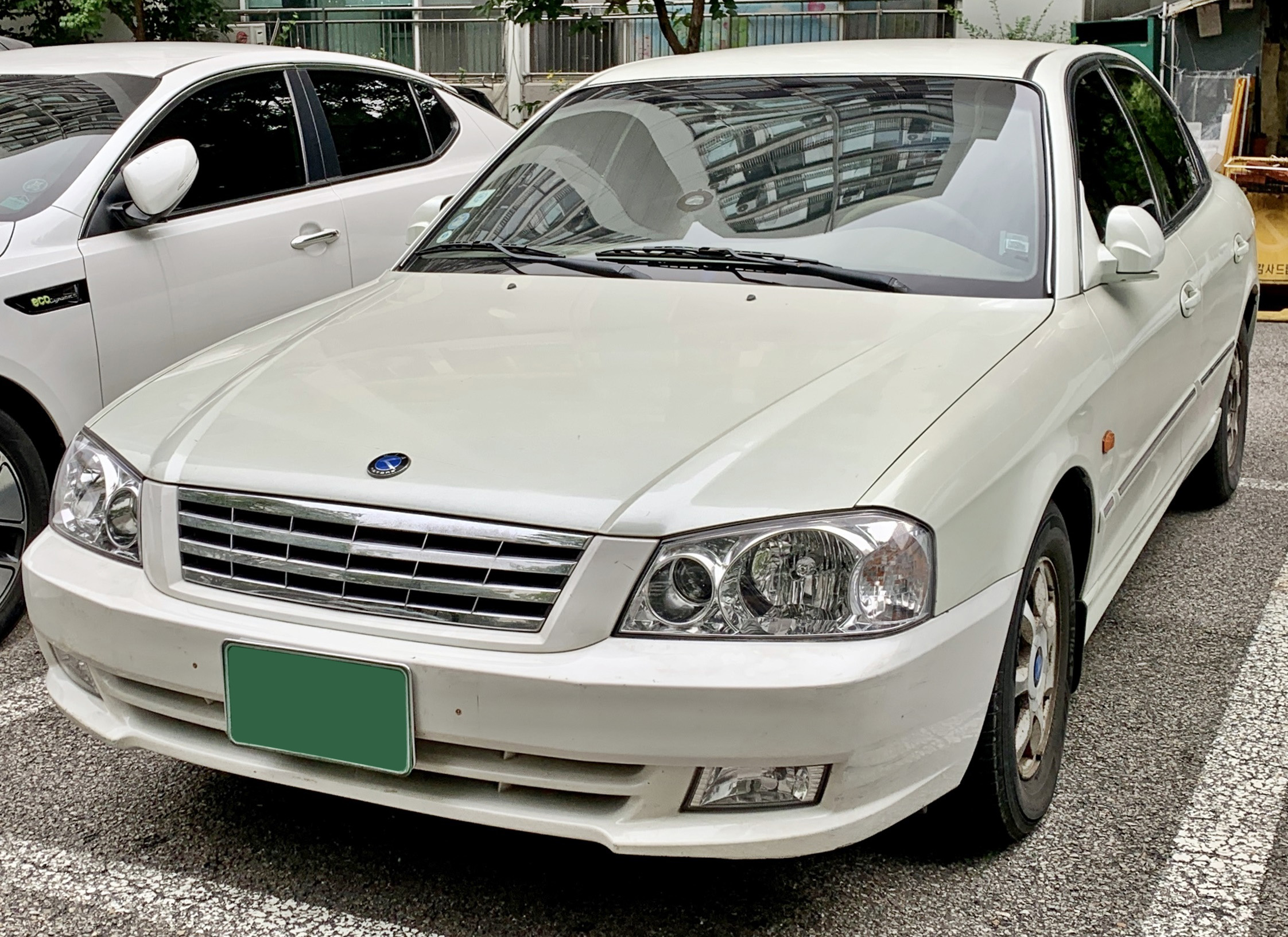
기아 옵티마 정측면

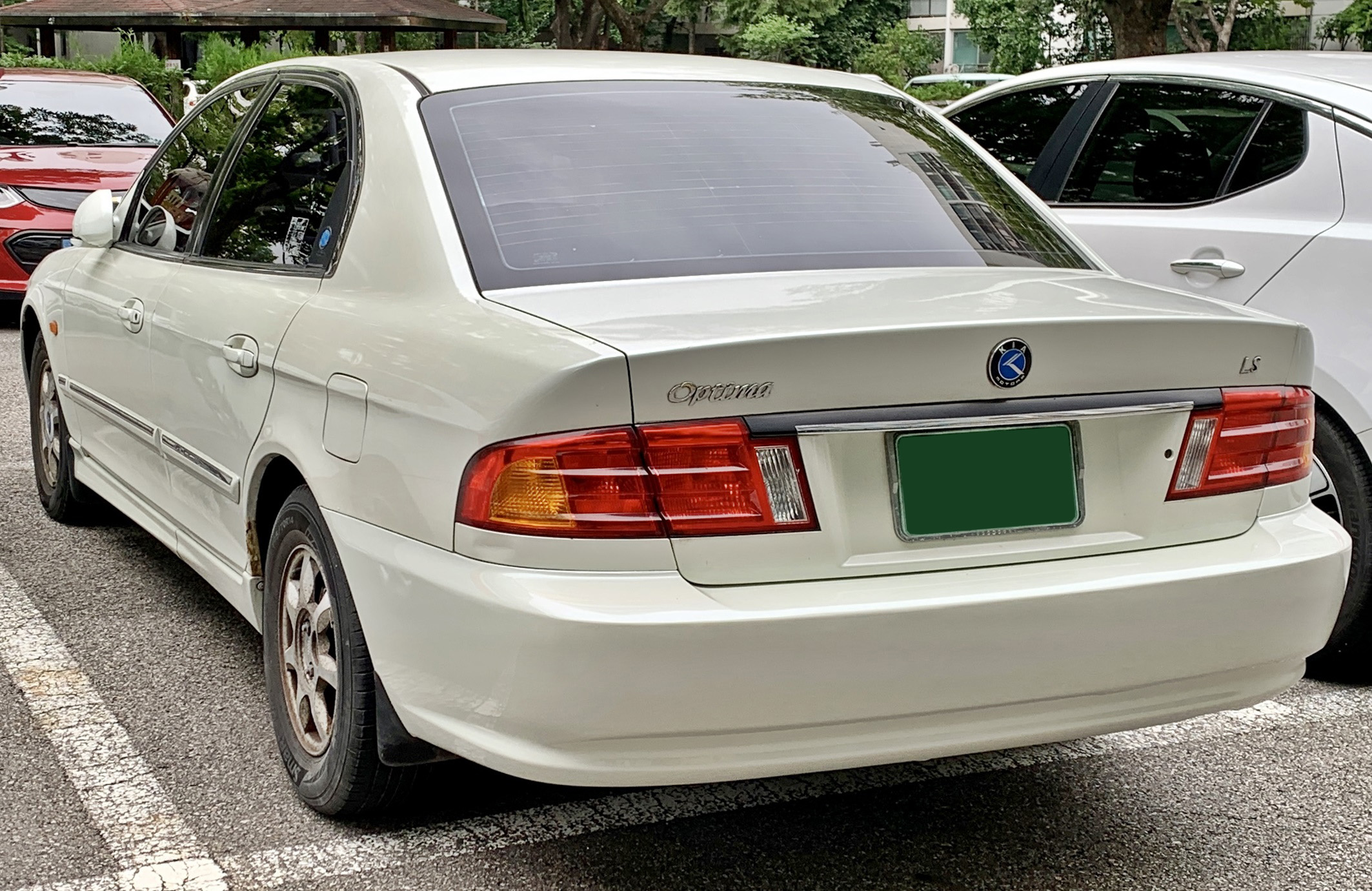
기아 옵티마 후측면

2000년 7월 7일에 출시되었다. 현대자동차와 기아자동차의 플랫폼 통합 계획에 의하여 탄생한 첫 번째 차종으로서, 당시 시판 중이던 현대 EF 쏘나타의 페이스 리프트 모델 중 하나가 기아차로 넘어가 크레도스를 대체하게 되었다. ECU와 TCU가 하나의 칩으로 통합되었다. 1.8ℓ 시리우스 Ⅱ 엔진, 2.0ℓ 시리우스 Ⅱ 엔진, V6 2.5ℓ 델타 엔진을 탑재하였다. 여기에 5단 수동변속기나 4단 자동변속기를 조합하였다. 이 외에 이후 선보인 CVT도 있었다. 2001년형에는 흰색 측면 방향지시등과 크롬 트렁크 바를 적용하였고. 모든 트림에 운전석 에어백을 기본으로 장착하였다. 2001년 9월 30일에는 휠 디자인이 바뀌고, 블랙 베젤 헤드 램프와 리어 램프의 흰색 방향지시등을 적용한 2002년형이 등장하였다. 2002년 5월 17일에는 페이스리프트이자 고급화 모델인 옵티마 리갈이 등장함에 따라 V6ℓ 2.5 엔진이 삭제되었고, 염가형으로 판매되었다. 이 날 출시된 2003년형부터 휠의 재질이 알로이 형태로 변경되었고. 2003년 10월 28일 뉴 옵티마로 출시된 2004년형부터 옵티마 리갈과 함께 차명 엠블럼이 글씨와 함께 대문자로 변경되었다. 2004년 9월 13일에는 2005년형이 출시됐다. 2005년 11월 10일에 옵티마 리갈과 함께 단종되었다.

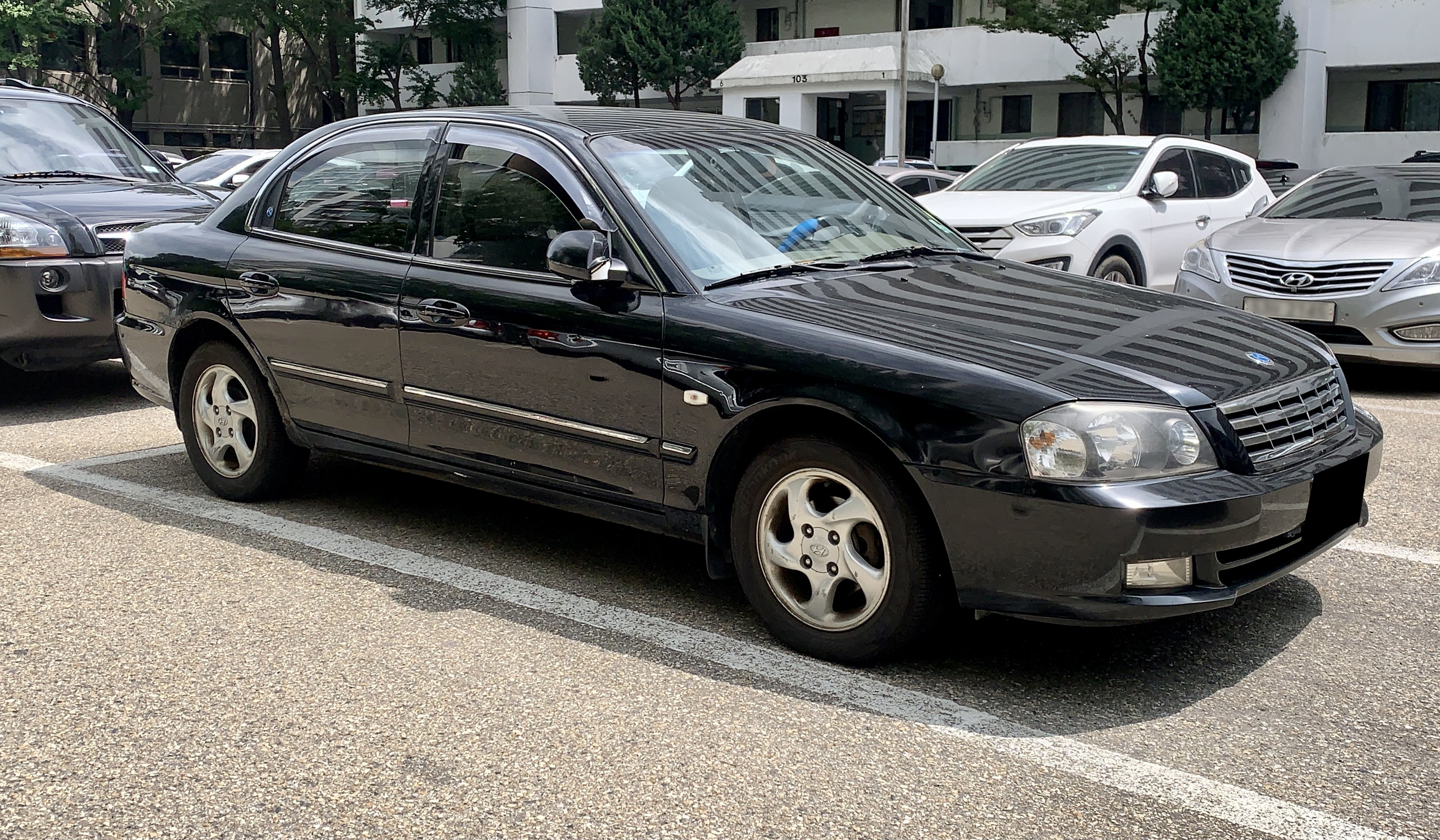
기아 뉴 옵티마 정측면
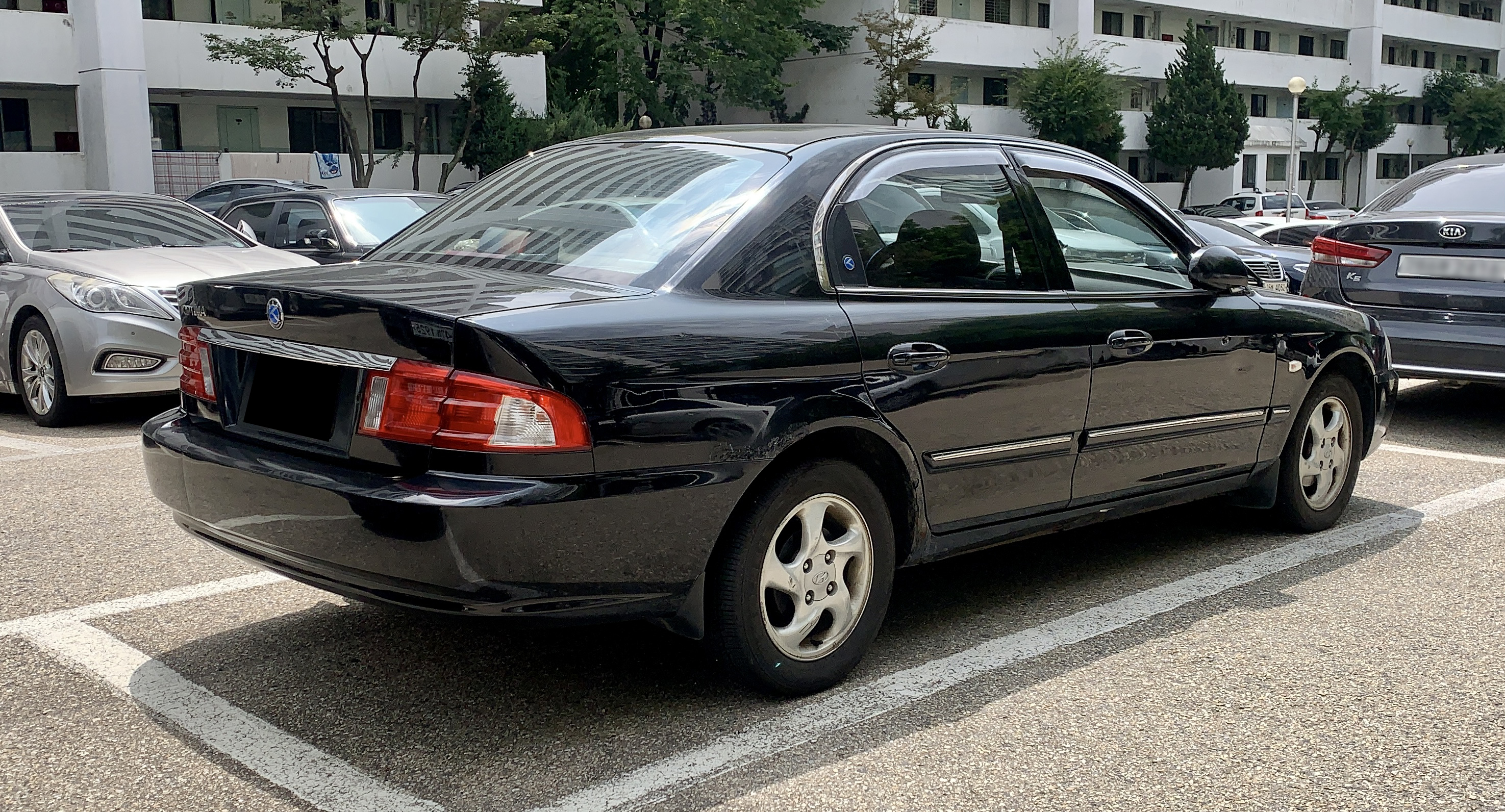
기아 뉴 옵티마 후측면
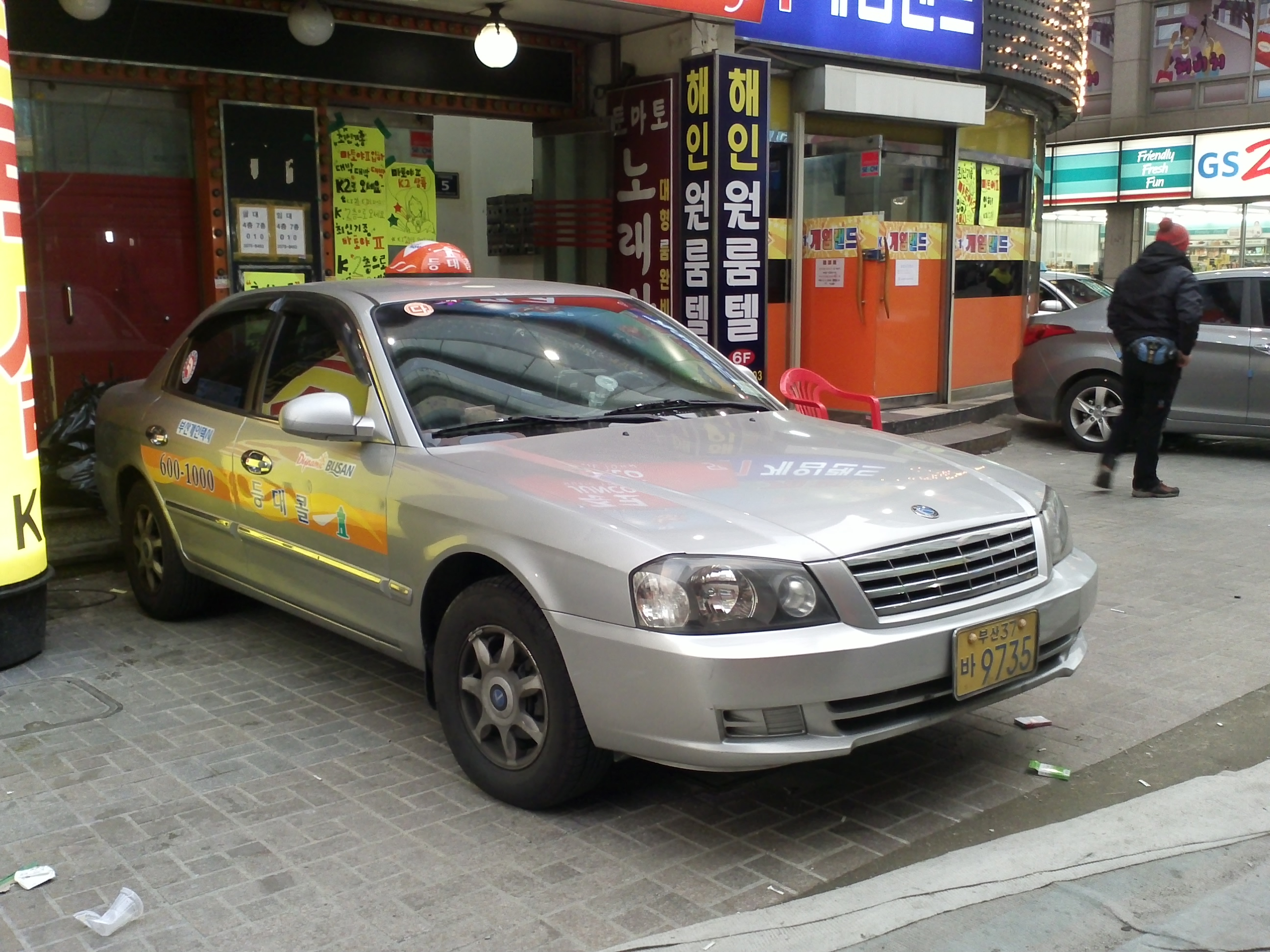
기아 뉴 옵티마 택시 정측면

#### 제원
| 구분                 | 옵티마 1.8ℓ 베타                                                            | 옵티마 1.8ℓ 시리우스 Ⅱ                | 옵티마 2.0ℓ 시리우스 Ⅱ                                                                  | 옵티마 V6 2.5ℓ 델타                   |
| -------------------- | --------------------------------------------------------------------------- | ------------------------------------- | --------------------------------------------------------------------------------------- | ------------------------------------- |
| 전장 (mm)            | 4,830//4,745                                                                | 4,830//4,745                          | 4,830//4,745                                                                            | 4,830//4,745                          |
| 전폭 (mm)            | 1,815                                                                       | 1,815                                 | 1,815                                                                                   | 1,815                                 |
| 전고 (mm)            | 1,420                                                                       | 1,420                                 | 1,420                                                                                   | 1,420                                 |
| 축거 (mm)            | 2,700                                                                       | 2,700                                 | 2,700                                                                                   | 2,700                                 |
| 윤거 (전, mm)        | 1,540                                                                       | 1,540                                 | 1,540                                                                                   | 1,540                                 |
| 윤거 (후, mm)        | 1,530                                                                       | 1,530                                 | 1,530                                                                                   | 1,530                                 |
| 승차 정원            | 5명                                                                         | 5명                                   | 5명                                                                                     | 5명                                   |
| 변속기               | 수동 5단 자동 4단                                                           | 수동 5단 자동 4단                     | 수동 5단 자동 4단 CVT                                                                   | 자동 4단                              |
| 서스펜션 (전/후)     | 더블 위시본/멀티 링크                                                       | 더블 위시본/멀티 링크                 | 더블 위시본/멀티 링크                                                                   | 더블 위시본/멀티 링크                 |
| 구동 형식            | 전륜 구동                                                                   | 전륜 구동                             | 전륜 구동                                                                               | 전륜 구동                             |
| 엔진 형식            | G4GB                                                                        | G4JN                                  | G4JP                                                                                    | G6BV                                  |
| 연료                 | 가솔린                                                                      | 가솔린                                | 가솔린                                                                                  | 가솔린                                |
| 배기량 (cc)          | 1,795                                                                       | 1,836                                 | 1,997                                                                                   | 2,493                                 |
| 최고 출력 (ps/rpm)   | 131/6,000                                                                   | 134/6,000 (이후 125/6,000으로 변경)   | 149/6,000 (이후 137/6,000으로 변경)                                                     | 176/6,000 (이후 170/6,000으로 변경)   |
| 최대 토크 (kg*m/rpm) | 16.7/4,500                                                                  | 17.2/4,500 (이후 16.0/4,500으로 변경) | 19.7/4,500 (이후 18.4/4,500으로 변경)                                                   | 23.4/4,000 (이후 23.0/4,000으로 변경) |
| 연비 (km/ℓ)          | 14.3(수동 5단)/ 12.7(자동 4단) (이후 11.8(수동 5단)/ 10.1(자동 4단)로 변경) | 13.8(수동 5단)/ 12.2(자동 4단)        | 14.1(수동 5단)/ 12.6(자동 4단) (이후 13.5(CVT), 11.4(수동 5단)/ 9.6(자동 4단)으로 변경) | 10.8(자동 4단)                        |

### 옵티마 리갈(2002년5월~2005년11월)

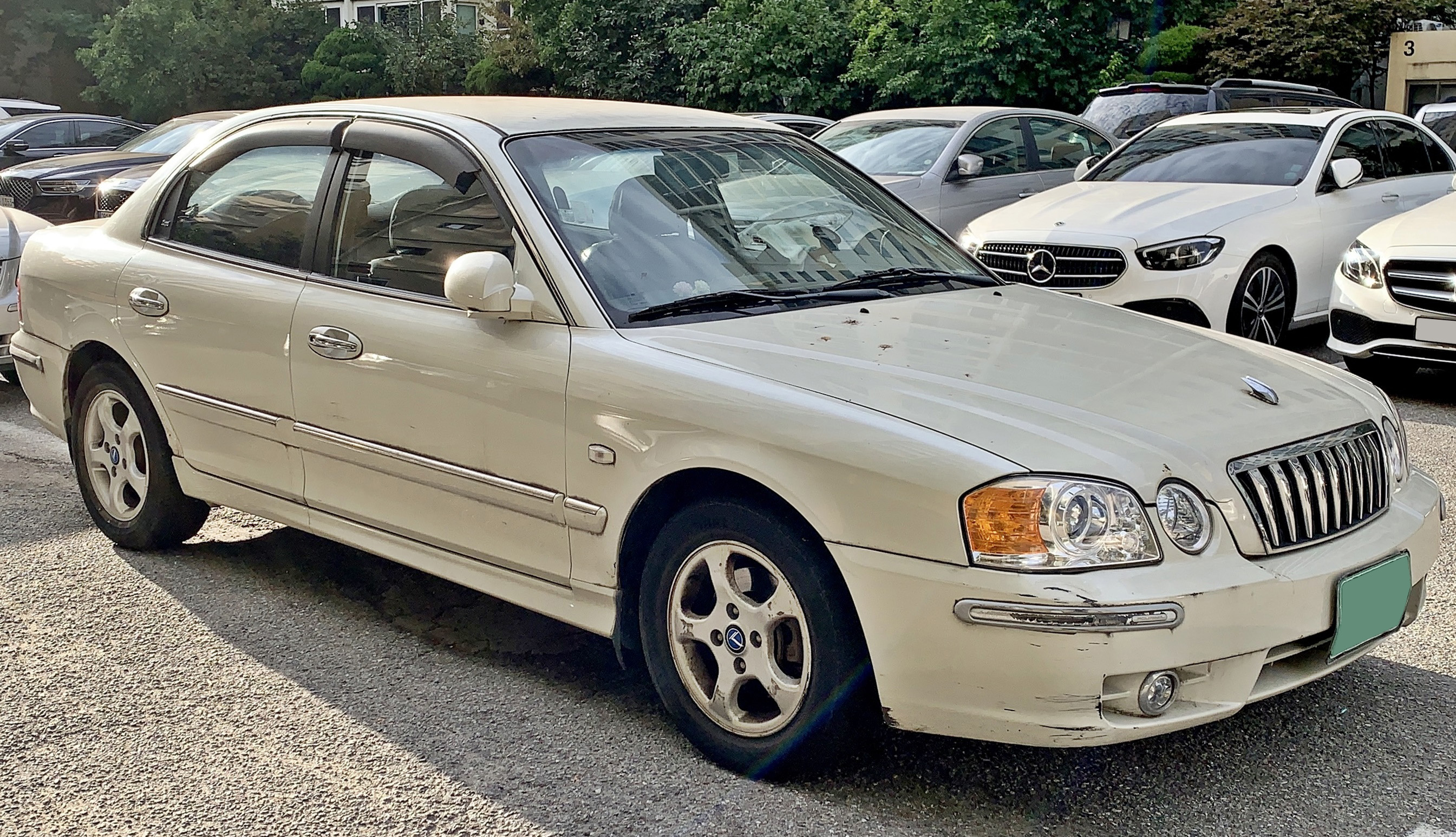
기아 옵티마 리갈 정측면

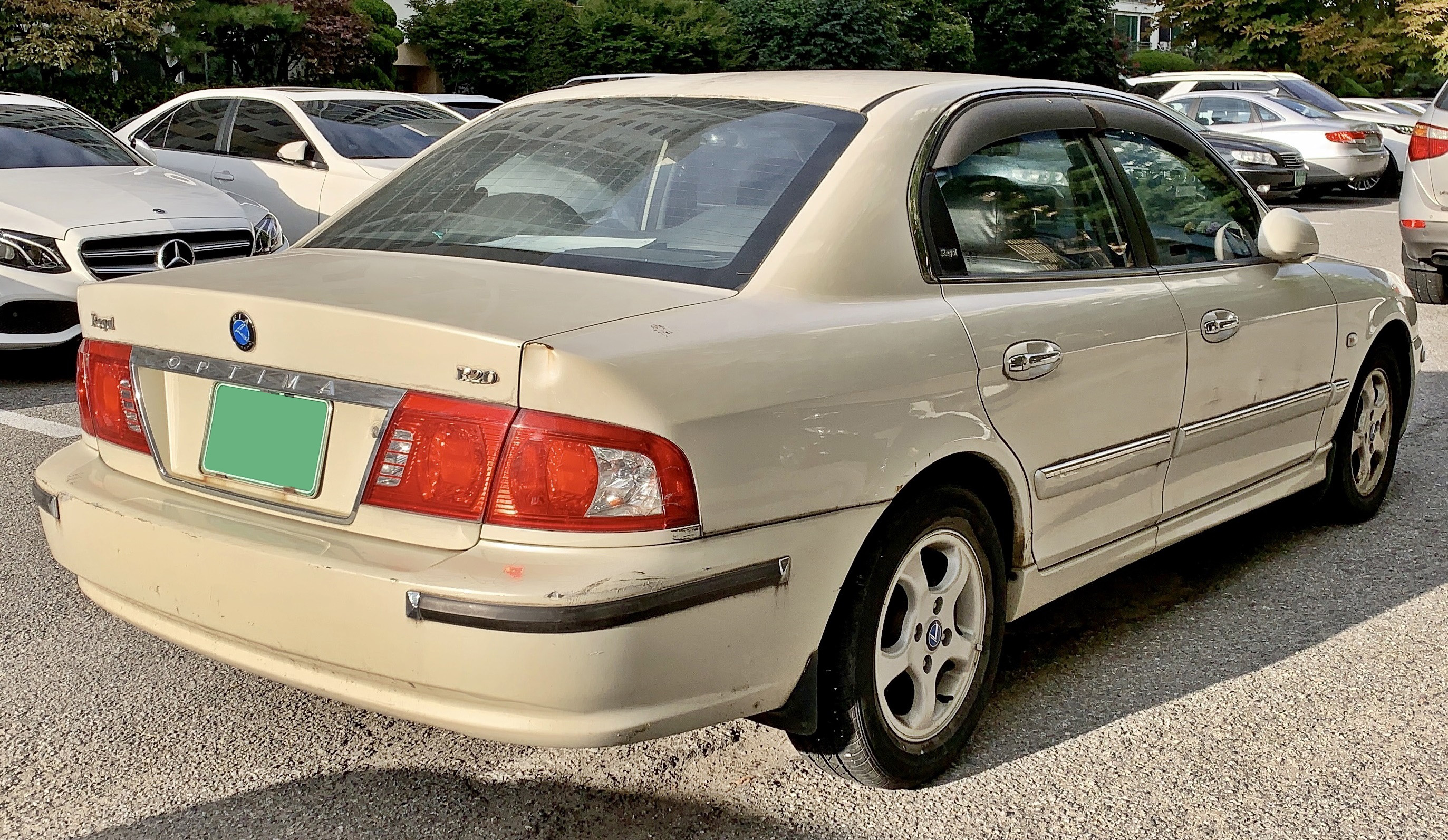
기아 옵티마 리갈 후측면

포텐샤와 기존 옵티마의 고급 트림(2.0ℓ MS, 2.0ℓ VS, V6 2.5ℓ)을 대체한 옵티마 리갈은 2002년 5월 17일에 출시되었다. 페이스 리프트를 거쳐 기존의 옵티마에 비하여 디자인이 한층 고급화되고, 실내 방음 개선을 위한 흡음재가 보강되었다. 대한민국산 중형차 최초로 후방 경보 장치가 적용되어 편의성을 높였다. 당시 6기통 엔진이 장착된 중형차 중에서 인기를 누리던 르노삼성 SM5의 SM520V와 SM525V 등을 겨냥했다. 옵티마는 북미 지역(미국과 캐나다) 등을 제외한 거의 모든 국가에서 마젠티스라는 이름으로 판매되었다. 2003년 10월 28일에는 가로형 라디에이터 그릴과 대문자 차량 엠블럼, 6 스포크 알로이 휠과 바디 컬러 트렁크 가니쉬를 적용한 2004년형이 출시되었다. 2004년 9월 13일에는 클리어 타입 방향 지시등 내장 헤드 램프의 신규 적용과 트렁크 가니쉬 형태가 변경된 2005년형이 출시되었다. 2005년 11월에 후속 차종인 로체가 출시되어 옵티마와 함께 단종되었다. 이후 옵티마라는 차명은 로체의 미국 수출명으로 이용되었고(다만 미국을 제외한 국가에서는 마젠티스로 수출되었다.), 로체의 후속 차종인 K5 역시 2세대까지 대한민국과 중국을 제외한 모든 국가에서 옵티마로 판매되었다.

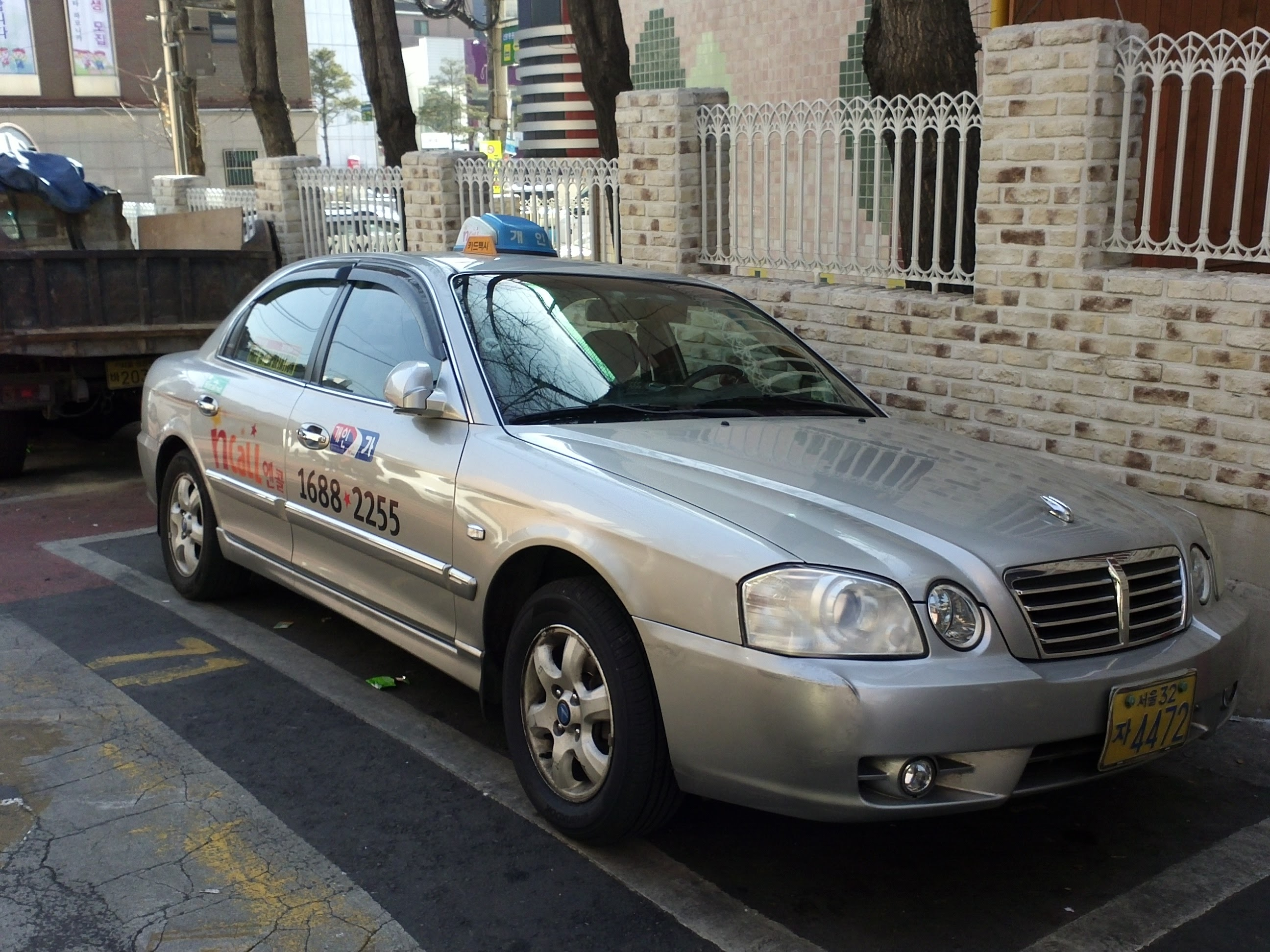
기아 옵티마 리갈 택시 정측면

#### 제원
| 구분                 | 옵티마 리갈 2.0ℓ 시리우스 Ⅱ                                                      | 옵티마 리갈 V6 2.5ℓ 델타                   |
| -------------------- | -------------------------------------------------------------------------------- | ------------------------------------------ |
| 전장 (mm)            | 4,745                                                                            | 4,745                                      |
| 전폭 (mm)            | 1,820                                                                            | 1,820                                      |
| 전고 (mm)            | 1,420                                                                            | 1,420                                      |
| 축거 (mm)            | 2,700                                                                            | 2,700                                      |
| 윤거 (전, mm)        | 1,540                                                                            | 1,540                                      |
| 윤거 (후, mm)        | 1,530                                                                            | 1,530                                      |
| 승차 정원            | 5명                                                                              | 5명                                        |
| 변속기               | 수동 5단 자동 4단 CVT                                                            | 자동 4단                                   |
| 서스펜션 (전/후)     | 더블 위시본/멀티 링크                                                            | 더블 위시본/멀티 링크                      |
| 구동 형식            | 전륜 구동                                                                        | 전륜 구동                                  |
| 엔진 형식            | G4JP                                                                             | G6BV                                       |
| 연료                 | 가솔린                                                                           | 가솔린                                     |
| 배기량 (cc)          | 1,997                                                                            | 2,493                                      |
| 최고 출력 (ps/rpm)   | 133/6,000 (이후 138/6,000, 137/6,000으로 변경)                                   | 170/6,000                                  |
| 최대 토크 (kg*m/rpm) | 18.1/4,500 (이후 18.4/4,500으로 변경)                                            | 23.0/4,000                                 |
| 연비 (km/ℓ)          | 12.6(자동 4단)/ 13.5(CVT) (이후 10.1(CVT), 11.2(수동 5단)/ 9.4(자동 4단)로 변경) | 10.8(자동 4단) (이후 8.8(자동 4단)로 변경) |

## 역대 슬로건

### 1세대(MS)
- 나만의 帝国 (옵티마)
- 차이를 아신다면 (옵티마 리갈)
- 더 조용하고 더 안전한차 (뉴 옵티마)

## 대중매체에서의 옵티마 등장
- 2010년대 들어 영화에서 EF 쏘나타와 함께 경찰차로 많이 쓰는데, 대부분 부서졌었다.[1] 다만 2020년대 이후로는 부서지는 장면에도 잘 등장하지 않는다.[2]

### 드라마에서의 등장
- 가을동화에서는 송승헌의 해당 차량은 1세대(MS, 2.5 V6) 전기형 모델이 등장한다.

- 온달 왕자들에서는 조민기의 차량으로 등장한다.

- 루키에서는 김승수의 해당 차량은 1세대(MS, VS, 2.5 V6) 전기형 모델이 등장한다

- 웬만해선 그들을 막을 수 없다 11화에서는 노홍렬(이홍렬 분)이 경품 당첨으로 얻은 차로 등장하는데... 2000년 7월부터 생산한 해당 차량으로 옵티마가 나온다. 사양은 백옥색 2.0 VS 전기형. 작중에서 제우스라고 불리며, 차주 특유의 결벽증 때문에 차주와 대화하기도 하고 심지어 한동안 시트 비닐도 뜯지 않았다.

- 아이리스의 광화문 촬영에서 폭발한 차량으로 나온다.

- CSI: 마이애미 시즌 4의 3화에서는 도난당한 렌터카 해당 차량으로 북미형 기아 옵티마(내수용인 옵티마 리갈과 동일한 모델) 빨간색 차량이 등장한다.

- 쓸쓸하고 찬란하神 - 도깨비에서 지은탁의 어머니를 뺑소니친 차량으로 등장한다. 작중 7화 후반부에 은탁이 김신이 검을 뽑으려할때 그가 고통속에 무심코 밀쳤다 구해진 후 충격파 의해 주차된 차가 파손된다.

### 영화에서의 등장
- 뺑반에서는 민재가 JC모터스 패독에서 토요타 86을 타고 시내에서 버스터를 추격할 때 사고차량으로 등장한다. 버스터 때문에 2차로를 가로막고 있던 차를 들이받아 위로 붕 떠버린다. 사고가 날 때 이 장면이 빠르게 지나가서 필러와 차체의 모양을 보고 알 수밖에 없었다.
- 투건스에서 옵티마 은색깔이 나왔다

### 애니메이션에서의 등장
- New 아기공룡 둘리에서 고길동이 몰고 다니는 자동차[3]로 등장했다. 그런데 '쇠귀신' 편에서 칼슘 귀신이 카오디오와 엑셀, 브레이크, 클러치 페달 3개를 몽땅 먹어버리는 바람에 경찰차에 충돌해 반파되었다. 전체적인 라인과 운전석은 실제 옵티마와 비슷하지만 간접광고를 막기 위해 일부러 그릴이나 세부를 살려놓지 않아 그 차인지 확실하지 않다.

### 게임에서의 등장
- 온라인 게임 시티레이서에서 중형차 중에 가장 먼저 업데이트된 차량이기도 했다. 실제와는 다르게 게임 내에서는 바로 뒤에 업데이트된 뉴 EF 쏘나타는 후반 가속력이 옵티마보다 좋지만 초중반 가속이 굉장히 밀리는데다 그 다음에 업데이트된 매그너스는 상급자용 차량이라서 나중에 업데이트로 아반떼 XD 레이싱이 나오기 전까지는 게임 내 최고 인기 차량이었다.

- 현재는 서비스 종료된 온라인 게임 레이시티에서 트래픽 카로 돌아다녔다. 상점에는 옵티마는 물론 리갈도 출시예정 차량으로 있었으나 서비스 종료때까지 끝내 출시되지 못했다.